# Межерье
Межерье — деревня в Бабаевском районе Вологодской области.
Входит в состав Вепсского национального сельского поселения (с 1 января 2006 года по 13 апреля 2009 года входила в Комоневское сельское поселение), с точки зрения административно-территориального деления — в Комоневский сельсовет.
Расстояние до районного центра Бабаево по автодороге — 114 км, до центра муниципального образования деревни Тимошино — 25 км. Ближайший населённый пункт — Пустошка.
Радиолюбители, выходящие на связь со своим позывным, находящиеся в этой деревне, могут использовать QTH-локатор KP80ge.
По данным переписи в 2002 году постоянного населения не было.